# 메르세데스-벤츠 SLS AMG
메르세데스 벤츠 SLS AMG(Mercedes-Benz SLS AMG)는 다임러 AG가 제조하여 메르세데스-벤츠 브랜드로 판매한 스포츠카이다. 차명에서 SLS는 'Sport Light Super'에서 따온 것이다.

## 1세대(C197/R197)

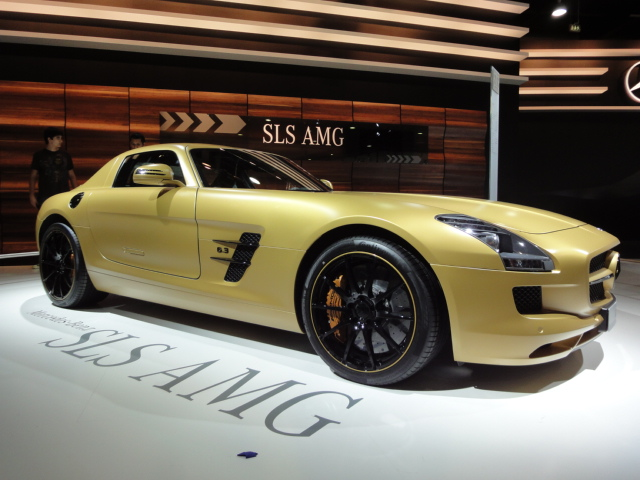
메르세데스-벤츠 SLS AMG(쿠페) 정측면

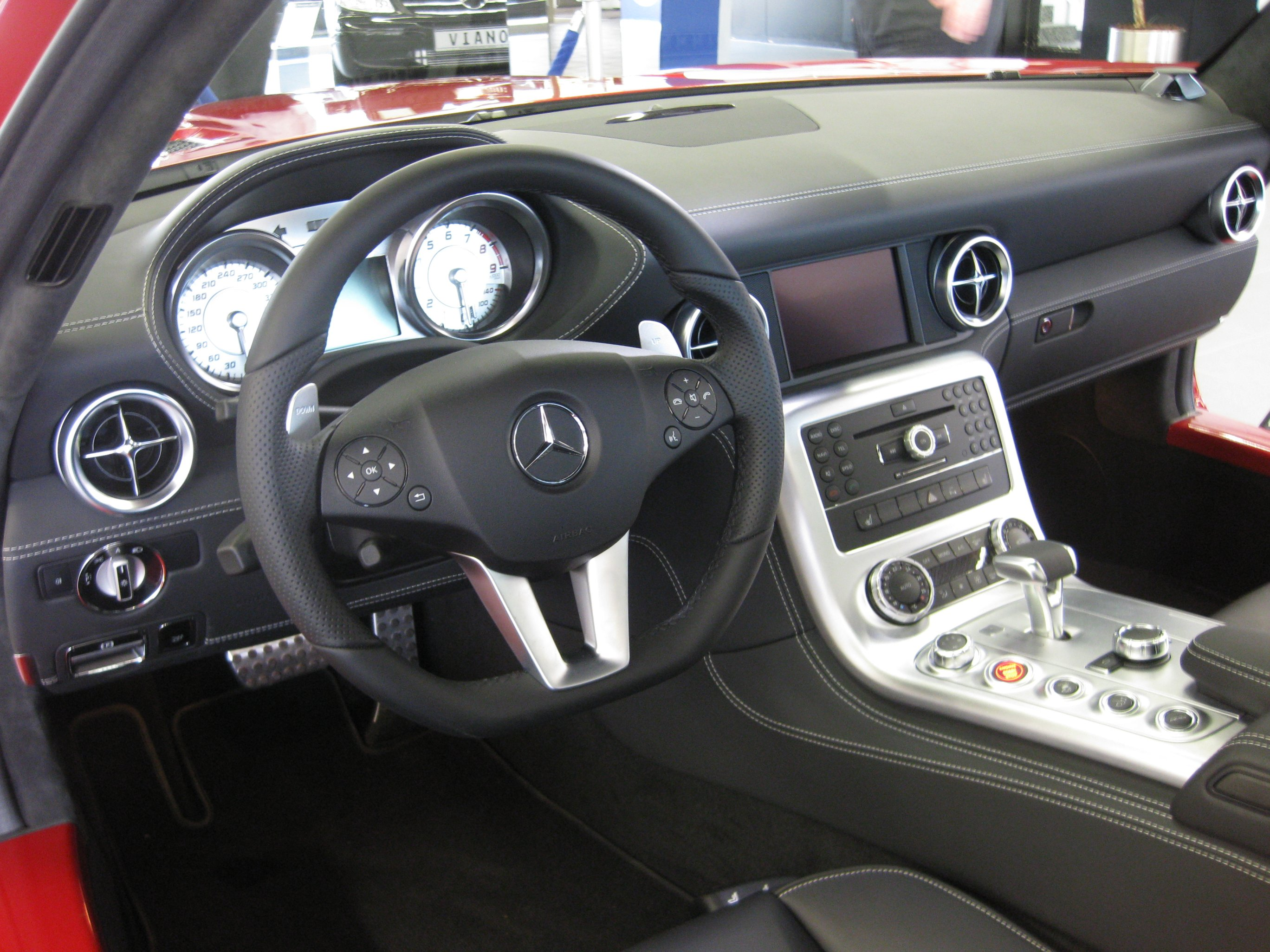
메르세데스-벤츠 SLS AMG(쿠페) 내부

2009년에 개최된 독일 프랑크푸르트 모터쇼를 통해 쿠페가 발표되었으며, 다음 해인 2010년에 유럽에서부터 판매에 들어갔다. SLR 맥라렌의 후속 차종이자 300SL을 현대화시킨 차종으로, 문이 날개처럼 위로 열리는 걸윙 도어를 채택한 것이 특징이다. 트렁크에 장착된 히든 타입의 리어 스포일러는 120km/h 이상으로 주행 시 자동으로 위로 올라오도록 설계되었다. 파워 트레인으로는 V8 6.2L 가솔린 엔진은 최고 출력은 571마력을 내고, AMG의 듀얼 클러치 7단 스피드시프트 자동변속기를 맞물렸다. 또한 전륜에는 6 피스톤 타입 알루미늄 캘리퍼 및 디스크 브레이크, 후륜에는 4 피스톤 타입 캘리퍼 및 디스크 브레이크가 적용되었다. 차체에는 알루미늄이 적용되었으며, 마그나 슈타이어 사로부터 제공 받는다. 0-100km/h까지 도달하는 시간은 3.8초에 불과하며, 최고 속도는 317km/h이다. 쿠페는 2010년에 레드닷 디자인 어워드에서 자동차 부문 디자인 상, 아우토 빌드를 통해 디자인 상, 독일 연방 디자인 상을 수상하였고, 유럽의 가장 매력적인 차로도 선정되었다. 같은 해 두바이 국제 모터쇼를 통해 골드 바디 컬러와 블랙 AMG 경합금 휠을 장착한 AMG 데저트 골드를 내놓았다. 로드스터는 2011년에 개최된 독일 프랑크푸르트 모터쇼를 통해 선보였으며, 차체 형상으로 인하여 일반적인 스윙 도어가 장착되었다. 2012년에 개최된 북미 국제 오토쇼를 통하여 차체 앞뒤에 각각 2개의 전기 모터와 400V 리튬 배터리를 장착한 E-CELL 프로토 타입이 공개되었다. 얼마 후에는 기존보다 20마력 높아지고, 0-100km/h까지 도달하는 시간이 기존보다 0.2초 빠른 3.6초에 불과한 GT가 선보였다. 2013년 6월에는 GT3 레이싱 버전에서 영감을 얻은 블랙 시리즈를 내놓았는데, 최고 출력을 622마력으로 올렸다. 2014년에는 GT 파이널 에디션을 내놓았다. 카본 소재의 사이드 미러와 본넷, AMG 카본 세라믹 브레이크 시스템을 적용하여 무게를 줄였으며, 뱅앤 올룹슨 사운드 시스템과 350-1이라 새겨진 시리얼 넘버의 매트를 적용하여 차별화하였다. 이를 끝으로 후속 차종 없이 단종되었다. SLS AMG를 대체한 메르세데스-AMG GT는 메르세데스-벤츠에서 직접 만든 게 아닌 메르세데스-AMG에서 개발하였으며, SLS AMG와는 전혀 다른 성격으로 나왔기 때문에 실질적인 후속 차종은 아니다. 대한민국에는 쿠페가 2010년 7월 5일에 선보였으며, 로드스터는 2012년 3월 5일에 판매가 시작되었다. 대한민국에 정식으로 수입된 SLS AMG는 뒷 번호판의 봉인으로 인하여 짧은 번호판이 장착되었다. 영화 트랜스포머 3에서도 등장하였다.

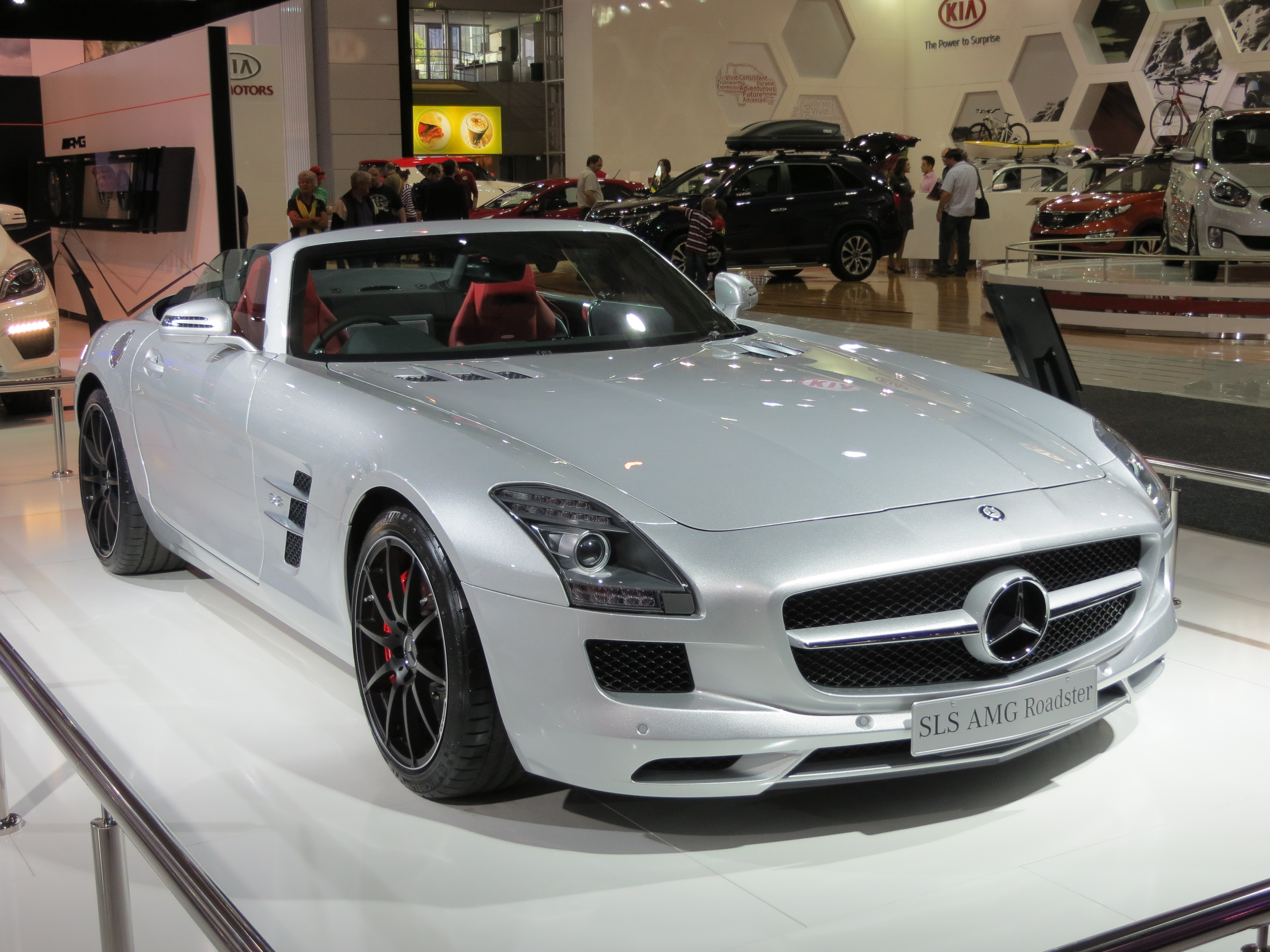
메르세데스-벤츠 SLS AMG 로드스터 정측면
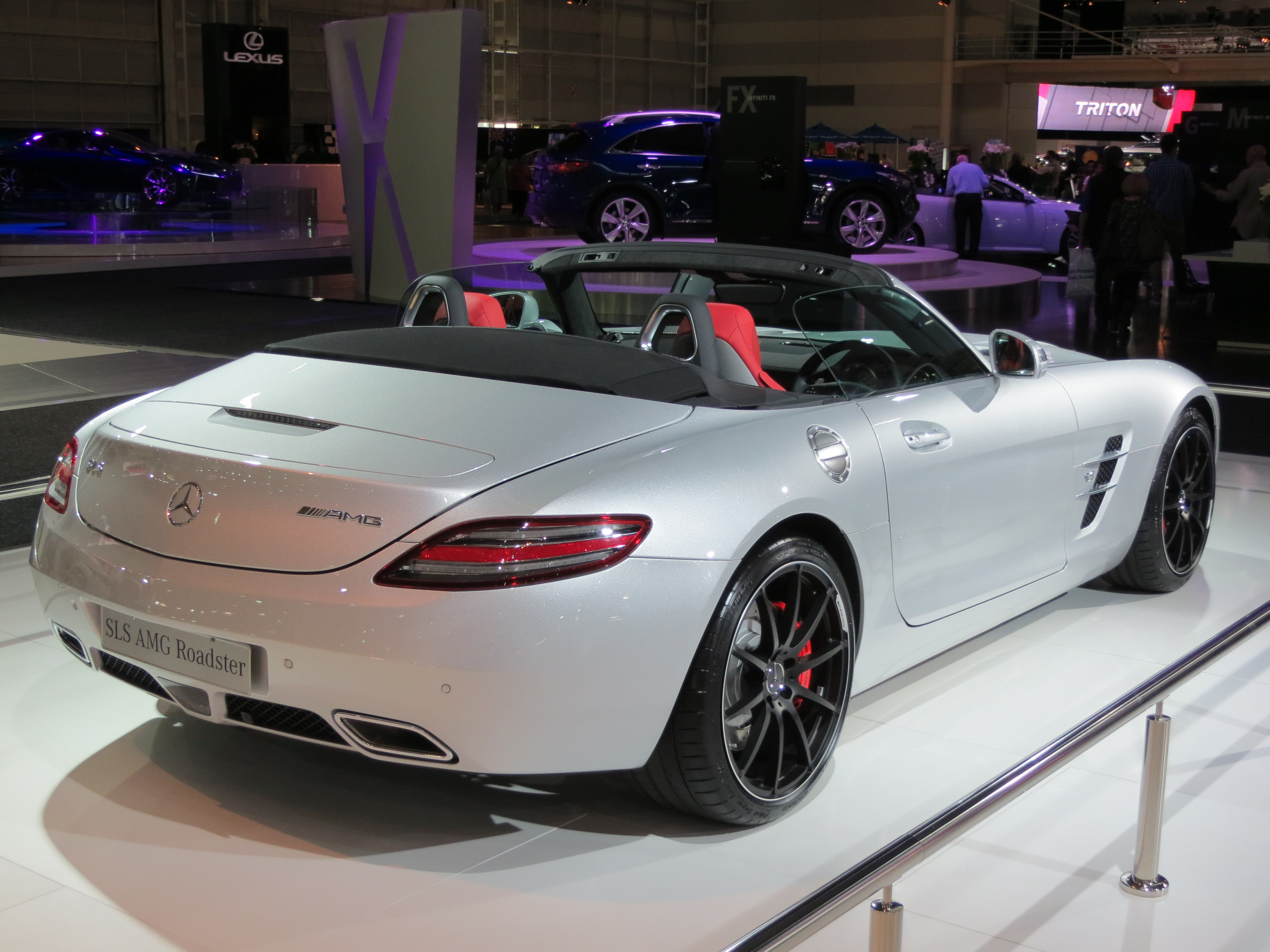
메르세데스-벤츠 SLS AMG 로드스터 후측면
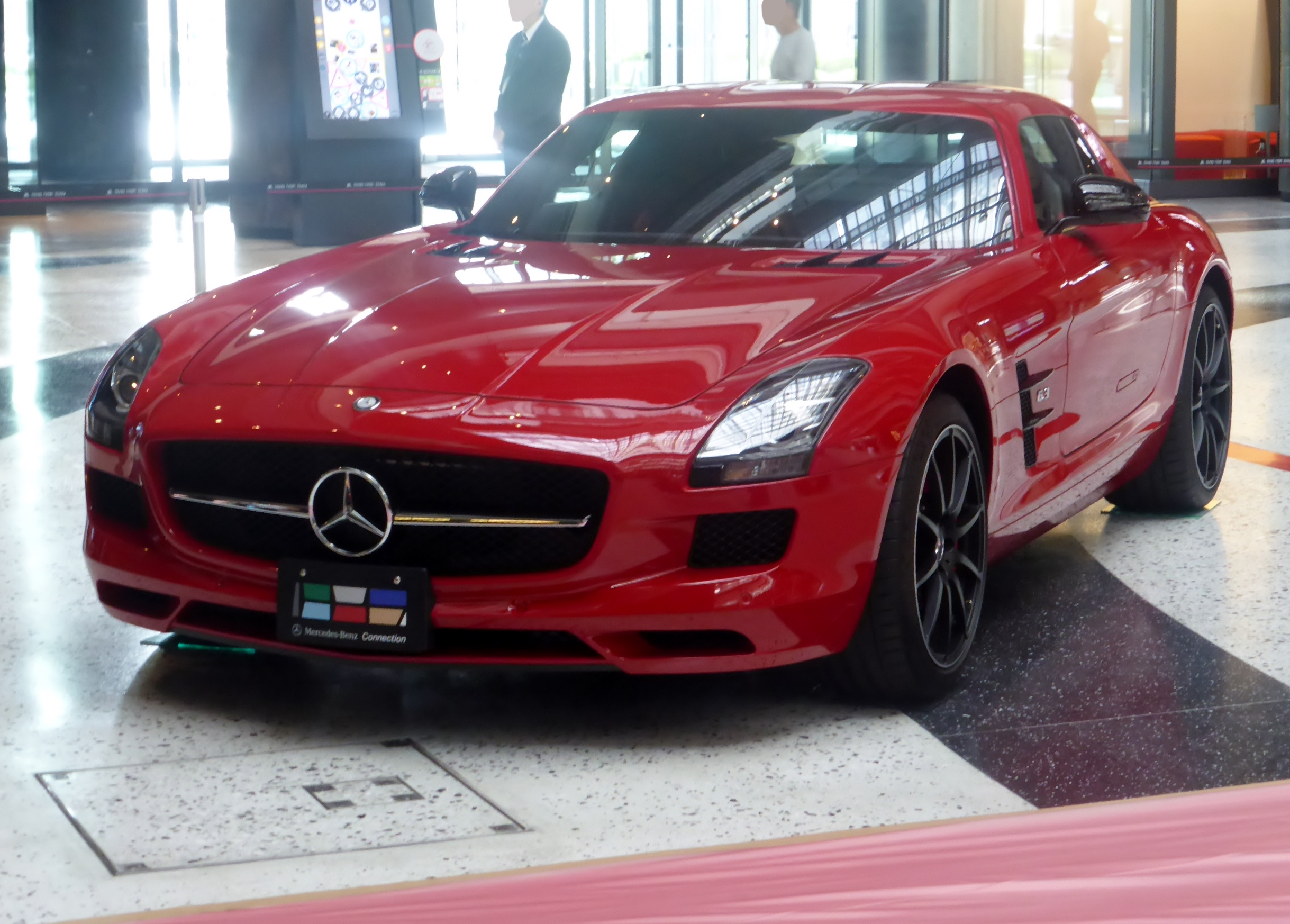
메르세데스-벤츠 SLS AMG GT 정측면
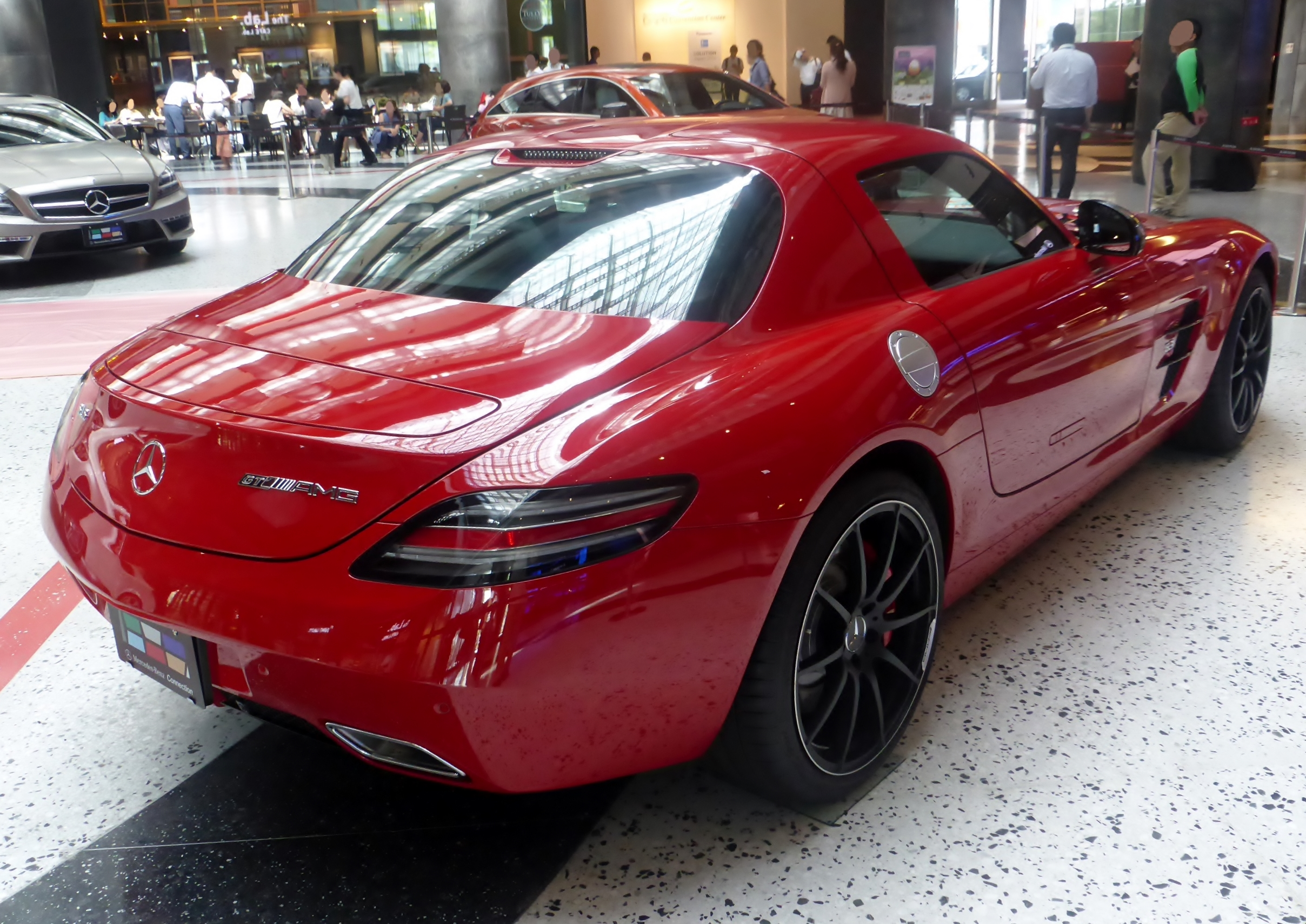
메르세데스-벤츠 SLS AMG GT 후측면
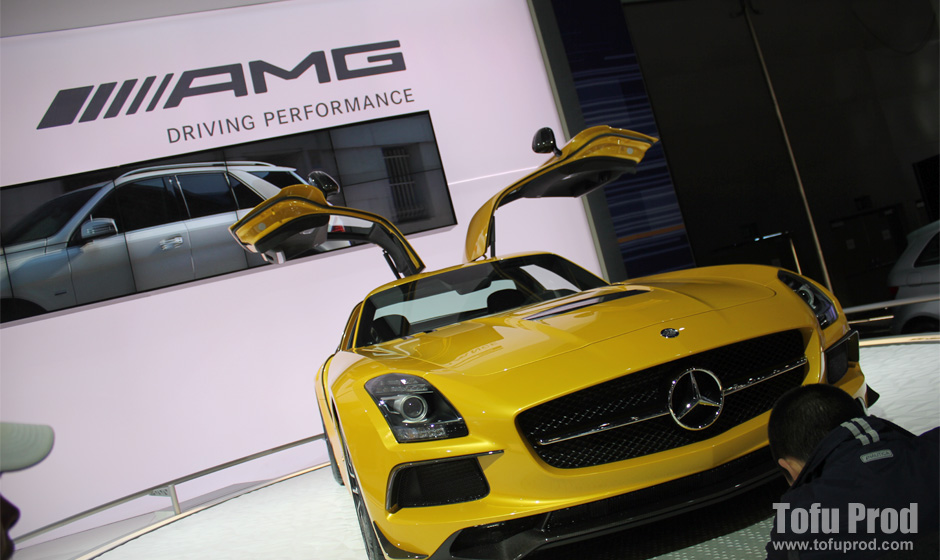
메르세데스-벤츠 SLS AMG 블랙 시리즈 정측면
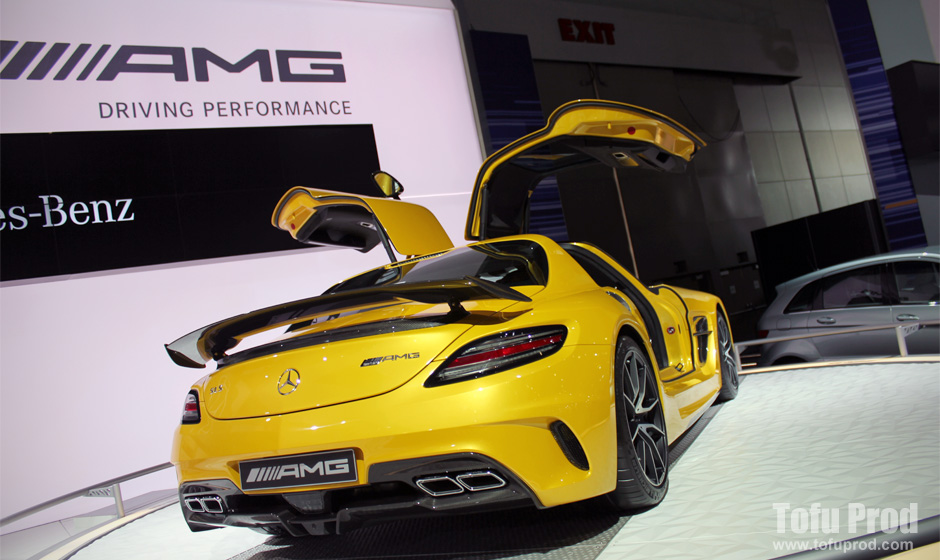
메르세데스-벤츠 SLS AMG 블랙 시리즈 후측면

## 같이 보기
- 메르세데스-벤츠 SLR 맥라렌
- 메르세데스-AMG GT